# Nils Burensköld
Nils Burensköld (tidigare Nils Bureus), född 6 mars 1625 i Stockholm, död 20 januari 1681 i Norrköping, var en svensk jurist, president och häradshövding.

## Biografi
Nils Bureus föddes 6 mars 1625 i Stockholm. Han var son till biskopen Jacobus Johannis Zebrozynthius och Katarina Nilsdotter Stiernman, dotter till ärkebiskopen Nicolaus Olai Bothniensis och Elisabet Andersdotter Grubb från Bureätten. Han företog studier i utlandet, och hemkommen utsågs han 1652 till extra ordinarie professor i juridik vid Uppsala universitet. Hans ena bror, Johannes Jacobi Bureus, var redan professor där i matematik, och andra brodern Lars skulle så småningom bli professor i historia och riksantikvarie. Ett år senare hamnade han i Svea hovrätt som sekreterare. 
Han blev 1653 sekreterare i Svea hovrätt och adlades 13 maj 1654 med namnet Burensköld. Med tillägg till det gamla Burevapnet (en beväpnad arm) med en silverhalvmåne. Han introducerades samma år som nummer 614. 1654 blev han extra ordinarie assessor vid samma hovrätt. Norge tillhörde denna tid Sverige, och Burensköld utsågs 1658 till justitiepresident för Trondheims län. År 1660 blev han häradshövding över Färentuna härad och Vallentuna härad. Han blev 1664 burggreve i Norrköping och 1669 blev han slutligen stadspresident i samma stad. Burensköld avled 20 januari 1681 i Norrköping och begravdes i Sankt Olai kyrka, där hans vapen sattes upp.
Han ägde gården Navestad.

### Familj
Burensköld var gift med Eva Ulfvenklou (död 1701), dotter till kommissarien Henrik Ulfvenklou och Eva Faler. De fick tillsammans barnen Anna Catharina Burensköld (1654–1727) som var gift med kommendören Efraim Gottfrid von Schröer och överstelöjtnanten Magnus Gripensköld, landshövdingen Jacob Burensköld (1635–1738), översten Henrik Johan Burensköld (1658–1715) för Svenska livregementet till fots och löjtnanten Seger Burensköld (född 1661).